# جائوی سیسه
جائوی سیسه (انگلیسی: Djaoui Cissé؛ زادهٔ ۳۱ ژانویهٔ ۲۰۰۴) بازیکن فوتبال اهل فرانسه است که در حال حاضر برای رن در پست هافبک بازی می‌کند.
وی همچنین در تیم ملی فوتبال زیر ۲۱ سال فرانسه بازی کرده است.

## دوران باشگاهی
جائوی سیسه که در تیم یو اس گرینی پرورش یافته بود، در سال ۲۰۱۹ به آکادمی جوانان رن پیوست و در سال ۲۰۲۱ به تیم ذخیرهٔ این باشگاه ارتقا یافت. در ۲ فوریهٔ ۲۰۲۴، نخستین قرارداد حرفه‌ای‌اش را با رن امضا کرد که تا سال ۲۰۲۷ اعتبار دارد. او نخستین بازی حرفه‌ای خود را در ۱۸ فوریهٔ ۲۰۲۴، به‌عنوان بازیکن تعویضی برای رن در پیروزی ۳–۱ برابر کلرمون انجام داد.

## دوران ملی
سیسه در فرانسه به‌دنیا آمده و اصالت مالیایی دارد. او برای حضور در قهرمانی زیر ۲۱ سال اروپا ۲۰۲۵ به تیم زیر ۲۱ سال فرانسه دعوت شد.